# Deuxième circonscription de Vervins (1889-1919)
Pour les articles homonymes, voir Deuxième circonscription de Vervins.
La deuxième circonscription de Vervins est une ancienne circonscription législative de l'Aisne sous la Troisième République de 1889 à 1919.

## Description géographique et démographique
La 2e circonscription de Vervins regroupe la partie ouest de l'arrondissement de Vervins dont Guise, Le Nouvion, Sains-Richaumont et Wassigny. Elle était l'une des 8 circonscriptions législatives du département de l'Aisne. Elle reprend les contours de l'ancienne 2e circonscription de Vervins de 1875 à 1885. 
Elle regroupait les divisions administratives suivantes : le canton de Guise, le canton du Nouvion, le canton de Sains-Richaumont et le canton de Wassigny. 
La loi du 12 juillet 1919 supprime les circonscriptions du département avec l'instauration du scrutin de liste avec représentation proportionnelle.
Lors du rétablissement du scrutin uninominal majoritaire à deux tours par la loi du 21 juillet 1927, la circonscription n'est pas recrée. Elle est remplacée par une circonscription unique pour l'arrondissement de Vervins, réunifiant la 1re circonscription et la 2e circonscription de Vervins.

## Historique des députations
| Législature       | Début            | Fin             | Député           | Parti / Idéologie | Parti / Idéologie | Observation                                                 |
| ----------------- | ---------------- | --------------- | ---------------- | ----------------- | ----------------- | ----------------------------------------------------------- |
| Ve législature    | 12 novembre 1889 | 14 octobre 1893 | Jean Caffarelli  |                   | Boulangiste       | Maire de Leschelles                                         |
| VIe législature   | 15 octobre 1893  | 31 mai 1898     | Arthur Moret     |                   | Républicain       | Avocat                                                      |
| VIIe législature  | 1er juin 1898    | 31 mai 1902     | Eugène Fournière |                   | Socialiste        | Écrivain et journaliste                                     |
| VIIIe législature | 1er juin 1902    | 31 mai 1906     | Jean Caffarelli  |                   | Nationaliste      | Maire de Leschelles                                         |
| IXe législature   | 1er juin 1906    | 31 mai 1910     | Albert Hauet     |                   | Radical           | Conseiller général du Nouvion-en-Thiérache et maire de Boué |
| Xe législature    | 1er juin 1910    | 31 mai 1914     | Albert Hauet     |                   | Radical           | Conseiller général du Nouvion-en-Thiérache et maire de Boué |
| XIe législature   | 1er juin 1914    | 7 décembre 1919 | Albert Hauet     |                   | Radical           | Conseiller général du Nouvion-en-Thiérache et maire de Boué |

## Historique des résultats

### Élections de 1889
Les élections législatives françaises de 1889 ont eu lieu le 22 septembre et le 6 octobre 1889.
|                  | Jean Caffarelli   | Monarchiste    | 7 501  | 58,77  |  |  |
|                  | Gabriel Hanotaux* | Républicain    | 5 262  | 41,23  |  |  |
|                  |                   |                |        |        |  |  |
| Inscrits         | Inscrits          | Inscrits       | 16 091 | 100,00 |  |  |
| Abstentions      | Abstentions       | Abstentions    | 2 991  | 18,59  |  |  |
| Votants          | Votants           | Votants        | 13 100 | 81,41  |  |  |
| Blancs et nuls   | Blancs et nuls    | Blancs et nuls | 337    | 2,57   |  |  |
| Exprimés         | Exprimés          | Exprimés       | 12 763 | 97,43  |  |  |
| * député sortant |                   |                |        |        |  |  |

### Élections de 1893
Les élections législatives françaises de 1893 ont eu lieu le 20 août et le 3 septembre 1893.
|                  | Arthur Moret     | Républicain    | 6 565  | 52,27  |  |  |
|                  | Jean Caffarelli* | Monarchiste    | 5 995  | 47,73  |  |  |
|                  |                  |                |        |        |  |  |
| Inscrits         | Inscrits         | Inscrits       | 15 701 | 100,00 |  |  |
| Abstentions      | Abstentions      | Abstentions    | 2 935  | 18,69  |  |  |
| Votants          | Votants          | Votants        | 12 766 | 81,31  |  |  |
| Blancs et nuls   | Blancs et nuls   | Blancs et nuls | 206    | 1,61   |  |  |
| Exprimés         | Exprimés         | Exprimés       | 12 560 | 98,39  |  |  |
| * député sortant |                  |                |        |        |  |  |

### Élections de 1898
Les élections législatives françaises de 1898 ont eu lieu les 8 et 29 mai 1898.
|                  | Eugène Fournière | Socialiste indépendant | 6 112  | 50,38  |  |  |
|                  | Arthur Moret*    | Républicain            | 5 599  | 46,15  |  |  |
|                  | M. Caron         | Radical                | 420    | 3,46   |  |  |
|                  |                  |                        |        |        |  |  |
| Inscrits         | Inscrits         | Inscrits               | 15 421 | 100,00 |  |  |
| Abstentions      | Abstentions      | Abstentions            | 2 705  | 17,54  |  |  |
| Votants          | Votants          | Votants                | 12 716 | 82,46  |  |  |
| Blancs et nuls   | Blancs et nuls   | Blancs et nuls         | 585    | 4,60   |  |  |
| Exprimés         | Exprimés         | Exprimés               | 12 131 | 95,40  |  |  |
| * député sortant |                  |                        |        |        |  |  |

### Élections de 1902
Les élections législatives françaises de 1902 ont eu lieu le 27 avril et le 11 mai 1902.
|                  | Jean Caffarelli   | ALP            | 7 317  | 59,39  |  |  |
|                  | Eugène Fournière* | PSF            | 5 004  | 40,61  |  |  |
|                  |                   |                |        |        |  |  |
| Inscrits         | Inscrits          | Inscrits       | 14 882 | 100,00 |  |  |
| Abstentions      | Abstentions       | Abstentions    | 2 204  | 14,81  |  |  |
| Votants          | Votants           | Votants        | 12 618 | 85,19  |  |  |
| Blancs et nuls   | Blancs et nuls    | Blancs et nuls | 357    | 2,82   |  |  |
| Exprimés         | Exprimés          | Exprimés       | 12 321 | 97,18  |  |  |
| * député sortant |                   |                |        |        |  |  |

### Élections de 1906
Les élections législatives françaises de 1906 ont eu lieu les 6 et 20 mai 1906.
| Candidat         | Candidat         | Parti          | Premier tour | Premier tour | Second tour | Second tour |
| Candidat         | Candidat         | Parti          | Voix         | %            | Voix        | %           |
| ---------------- | ---------------- | -------------- | ------------ | ------------ | ----------- | ----------- |
|                  | Albert Hauet     | Rad. indep.    | 4 714        | 37,78        | 6 851       | 59,88       |
|                  | Jean Caffarelli* | ALP            | 4 062        | 32,55        | 4 591       | 40,12       |
|                  | Jean Longuet     | SFIO           | 3 702        | 29,67        | Retrait     | Retrait     |
|                  |                  |                |              |              |             |             |
| Inscrits         | Inscrits         | Inscrits       | 14 866       | 100,00       | 14 866      | 100,00      |
| Abstentions      | Abstentions      | Abstentions    | 2 257        | 15,18        | 3 139       | 21,12       |
| Votants          | Votants          | Votants        | 12 609       | 84,82        | 11 727      | 78,88       |
| Blancs et nuls   | Blancs et nuls   | Blancs et nuls | 131          | 1,04         | 285         | 2,43        |
| Exprimés         | Exprimés         | Exprimés       | 12 478       | 98,96        | 11 442      | 98,57       |
| * député sortant |                  |                |              |              |             |             |

### Élections de 1910
Les élections législatives françaises de 1910 ont eu lieu le 24 avril et le 8 mai 1910.
|                  | Albert Hauet*  | Rad. indep.    | 8 308  | 69,63  |  |  |
|                  | Jean Longuet   | SFIO           | 3 623  | 30,37  |  |  |
|                  |                | Divers         | 50     | 0,48   |  |  |
|                  |                |                |        |        |  |  |
| Inscrits         | Inscrits       | Inscrits       | 14 571 | 100,00 |  |  |
| Abstentions      | Abstentions    | Abstentions    | 3 105  | 14,72  |  |  |
| Votants          | Votants        | Votants        | 11 115 | 85,28  |  |  |
| Blancs et nuls   | Blancs et nuls | Blancs et nuls | 495    | 3,98   |  |  |
| Exprimés         | Exprimés       | Exprimés       | 10 400 | 96,02  |  |  |
| * député sortant |                |                |        |        |  |  |

### Élections de 1914
Les élections législatives françaises de 1914 ont eu lieu le 26 avril et le 10 mai 1914.
|                  | Albert Hauet*  | Rad. indep.    | 8 068  | 77,58  |  |  |
|                  | M. Ballet      | SFIO           | 2 282  | 21,94  |  |  |
|                  |                | Divers         | 50     | 0,48   |  |  |
|                  |                |                |        |        |  |  |
| Inscrits         | Inscrits       | Inscrits       | 14 220 | 100,00 |  |  |
| Abstentions      | Abstentions    | Abstentions    | 3 105  | 21,84  |  |  |
| Votants          | Votants        | Votants        | 11 115 | 78,16  |  |  |
| Blancs et nuls   | Blancs et nuls | Blancs et nuls | 715    | 6,43   |  |  |
| Exprimés         | Exprimés       | Exprimés       | 10 400 | 93,57  |  |  |
| * député sortant |                |                |        |        |  |  |